# Hypestesi
Hypestesi, Känselnedsättning, är ett tillstånd av nedsatt eller bortfallen förmåga att förnimma beröring och tryck mot huden. Tillståndet är som regel lokalt. Det förekommer ibland tillsammans med domningar, parestesi och asteni. Det är ett lindrigare tillstånd än anestesi. Motsatsen kallas hyperestesi.
Hypestisti kan också beteckna en hög smärttröskel, i synnerhet vad gäller huden eller tryck. Tillståndet räknas som en sensorisk störning och som tecken på en sjukdom eller dysfunktion. Nedsatt känslighet för höga eller låga temperaturer i huden kallas termohypestesi. Hypestesi i vaginan kallas också anhedoni.
Beroende på hur hypestesin yttrar sig kan den bero på en stroke i talamus, andra neurologiska skador eller sjukdomar, vara en biverkning av läkemedel, eller vara ett psykiskt symtom på till exempel hysteri eller dissociativa störningar (dissociativ anestesi).
Känselnedsättning kan i många fall hindras om neuropatin upptäcks tidigt, så att förebyggande åtgärder kan vidtas.  Tidig upptäckt innebär goda möjligheter att undvika obotliga skador. Det är därför önskvärt att regelbundet göra en känselmätning på anställda i industrier där kroppens receptorer stressas av till exempel vibrationer.